# Puerta Salutaris

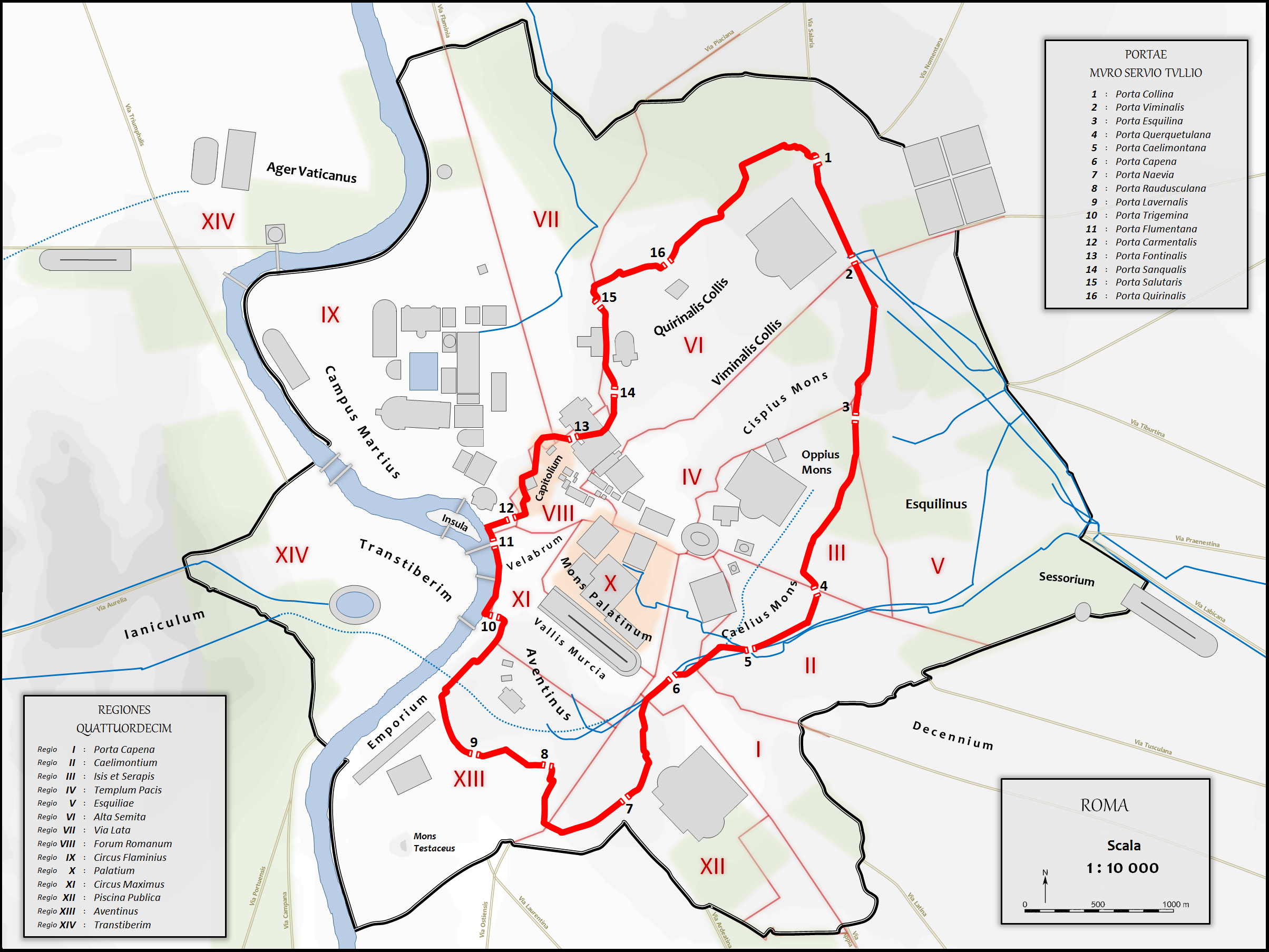
Trazado de la muralla serviana (en rojo) y ubicación de la puerta Salutaris en el número 15.

La puerta Salutaris (en latín: Porta Salutaris) era una de las puertas de las murallas servianas, situada entre la puerta Sanqualis y la puerta Quirinalis, en Roma.

## Ubicación
Se sabe muy poco de la puerta Salutaris, de la que, al no haberse encontrado restos, incluso se duda de su ubicación exacta. Junto con la Quirinalis al norte y la Sanqualis al sur, se abrían en el lado occidental de la colina del Quirinal, en el Collis Salutaris, hoy ocupado por el palacio del Quirinal, al final de la actual via della Dataria. La vía que pasaba por esta puerta, el Vicus Salutaris, servía de enlace entre el Campo de Marte y el Quirinal.

## Descripción
Según Festo, la puerta debe su nombre a su proximidad a un templo dedicado a Salus (aedes Salutis).. No queda ningún resto de esta puerta. En sus cercanías estaba la fons Cati, un manantial que dio origen al arroyo Petronia que estaba asociado a los efectos supuestamente saludables de la zona.
Sin embargo, la ausencia casi total de fuentes históricas y arqueológicas sobre la puerta Salutaris hace que la poca información que se puede reconstruir se deduzca a partir de indicios y analogías basados en los conocimientos aportados sobre todo por las otras dos puertas cercanas.
- El tramo de muralla serviana posterior a la puerta de Sanqualis continuaba entre las actuales via XXIV Maggio y via delle Tre Cannelle hasta alcanzar el borde de la colina, que, hacia el norte, se volvía tan escarpada que ya no necesitaba la protección de la muralla.
- Ante tal conformación orográfica, las tres puertas sólo podían abrirse en las tres únicas depresiones que presentaba la colina por ese lado.
- La puerta era una de las entradas a la ciudad desde el lado del Campo de Marte, cuya importancia y desarrollo urbano ya en la época de la construcción de la muralla serviana hacían necesario y oportuno abrir puertas siempre que fuera posible.